# 比角动量
比起角動量，在天體力學中更常使用比角動量（英語：specific angular momentum）的概念。此物理量常以{\displaystyle \mathbf {h} }或{\displaystyle {\vec {h}}}，但亦有書籍以{\displaystyle \mathbf {k} }表示。

## 定義
比角動量被定義為
{\displaystyle \mathbf {h} ={\frac {\mathbf {L} }{m}}=\mathbf {r} \times \mathbf {v} }
其中{\displaystyle \mathbf {L} }是角動量，{\displaystyle \mathbf {r} }是位移，{\displaystyle \mathbf {v} }是物體的速度。